# Eberechi Eze
Eberechi Oluchi Eze (sinh ngày 29 tháng 6 năm 1999; phát âm /əˈbɛərəˌtʃi ˈɛzə/ ə-BAIR-ə-tchee EZ-ə) là một cầu thủ bóng đá chuyên nghiệp người Anh thi đấu ở vị trí tiền vệ cho câu lạc bộ Crystal Palace tại Premier League và đội tuyển quốc gia Anh.

## Danh hiệu
Crystal Palace
- FA Cup: 2024–25[7]
- FA Community Shield: 2025[8]

Anh
- UEFA European Championship á quân: 2024[9]

Cá nhân
- Đội hình PFA của năm: Championship 2019–20 [10]
- Cầu thủ xuất sắc nhất năm của Queens Park Rangers : 2019–20[11]
- Cầu thủ xuất sắc nhất năm do các cầu thủ bình chọn của Queens Park Rangers: 2019–20[11]